# Revolución verde

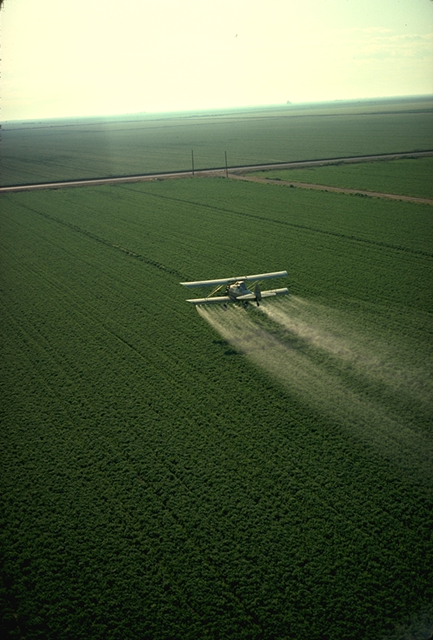
El aumento del uso de diversas tecnologías —tales como plaguicidas, herbicidas y fertilizantes—, así como nuevas variedades de cultivos de alto rendimiento se emplearon en las décadas posteriores a la Segunda Guerra Mundial para aumentar en gran medida la producción alimentaria mundial.

«Revolución verde» es la denominación usada internacionalmente para describir el importante incremento de la productividad agrícola y, por tanto, de alimentos entre 1960 y 1980 en Estados Unidos y extendida después por numerosos países. Consistió en la adopción de una serie de prácticas y tecnologías, entre las que se incluyen la siembra de variedades de cereal (trigo, maíz y arroz, principalmente) más resistentes a los climas extremos y a las plagas, nuevos métodos de cultivo (incluyendo la mecanización), así como el uso de fertilizantes, plaguicidas y riego por irrigación, que posibilitaron alcanzar altos rendimientos productivos.
Fue iniciada por el arquitecto agrónomo estadounidense Norman Borlaug, con ayuda de organizaciones agrícolas internacionales, quien durante diez años se dedicó a realizar cruces selectivos de variedades de trigo, maíz y arroz en países en vías de desarrollo, hasta obtener las más productivas. La motivación de Borlaug fue la baja producción agrícola con los métodos tradicionales, en contraste con las perspectivas optimistas de la revolución verde con respecto a la erradicación del hambre y la desnutrición en los países subdesarrollados. La revolución afectó, en distintos momentos, a todos los países y puede decirse que ha cambiado casi totalmente el proceso de producción y venta de los productos agrícolas.
La revolución verde obtuvo un gran éxito en el aumento de la producción, pero no se dio suficiente relevancia a la calidad nutricional, lo que resultó en la expansión de variedades de cereales con proteínas de baja calidad y alto contenido en hidratos de carbono. Estos cultivos de cereales de alto rendimiento, ampliamente extendidos y predominantes en la actualidad en todo el mundo, presentan deficiencias en aminoácidos esenciales y un contenido desequilibrado de ácidos grasos esenciales, vitaminas, minerales y otros factores de calidad nutricional.
Si bien la expansión de estos cereales altos en calorías consiguió evitar la inanición de gran parte del mundo durante varias décadas, el empobrecimiento nutricional que han sufrido como consecuencia las dietas basadas en ellos ha agravado el problema de la desnutrición y la creciente incidencia de ciertas enfermedades crónicas en personas aparentemente bien alimentadas (las denominadas «enfermedades de la civilización»). No solo las dietas humanas se han resentido de forma directa a través del consumo de estos cereales, sino también por el empobrecimiento de la calidad de los productos de origen animal (derivados de animales alimentados con estos cereales).
El término «revolución verde» fue utilizado por primera vez en 1968 por el exdirector de la Agencia de los Estados Unidos para el Desarrollo Internacional (USAID), William Gaud, quien destacó la difusión de las nuevas tecnologías y dijo: «Estos y otros desarrollos en el campo de la agricultura contienen los ingredientes de una nueva revolución. No es una violenta revolución roja como la de los soviéticos, ni es una revolución blanca como la del sah de Irán. Yo la llamo la revolución verde».
La revolución verde benefició en su mayoría a las grandes cultivadoras, que contaban con los recursos y tenían la necesidad de adquirir las nuevas tecnologías, contrario a lo que ocurría con las tierras pequeñas.

## Historia
El desarrollo agrícola que se inició en Sonora (México) en 1943, dirigido por Norman E. Borlaug, había sido juzgado como un éxito por la Fundación Rockefeller, que trató de propagarlo a otros países. La Oficina de Estudios Especiales en México se convirtió en una institución informal de investigación internacional en 1959, y en 1963 se convirtió formalmente en el Centro Internacional de Mejoramiento de Maíz y Trigo (CIMMYT).

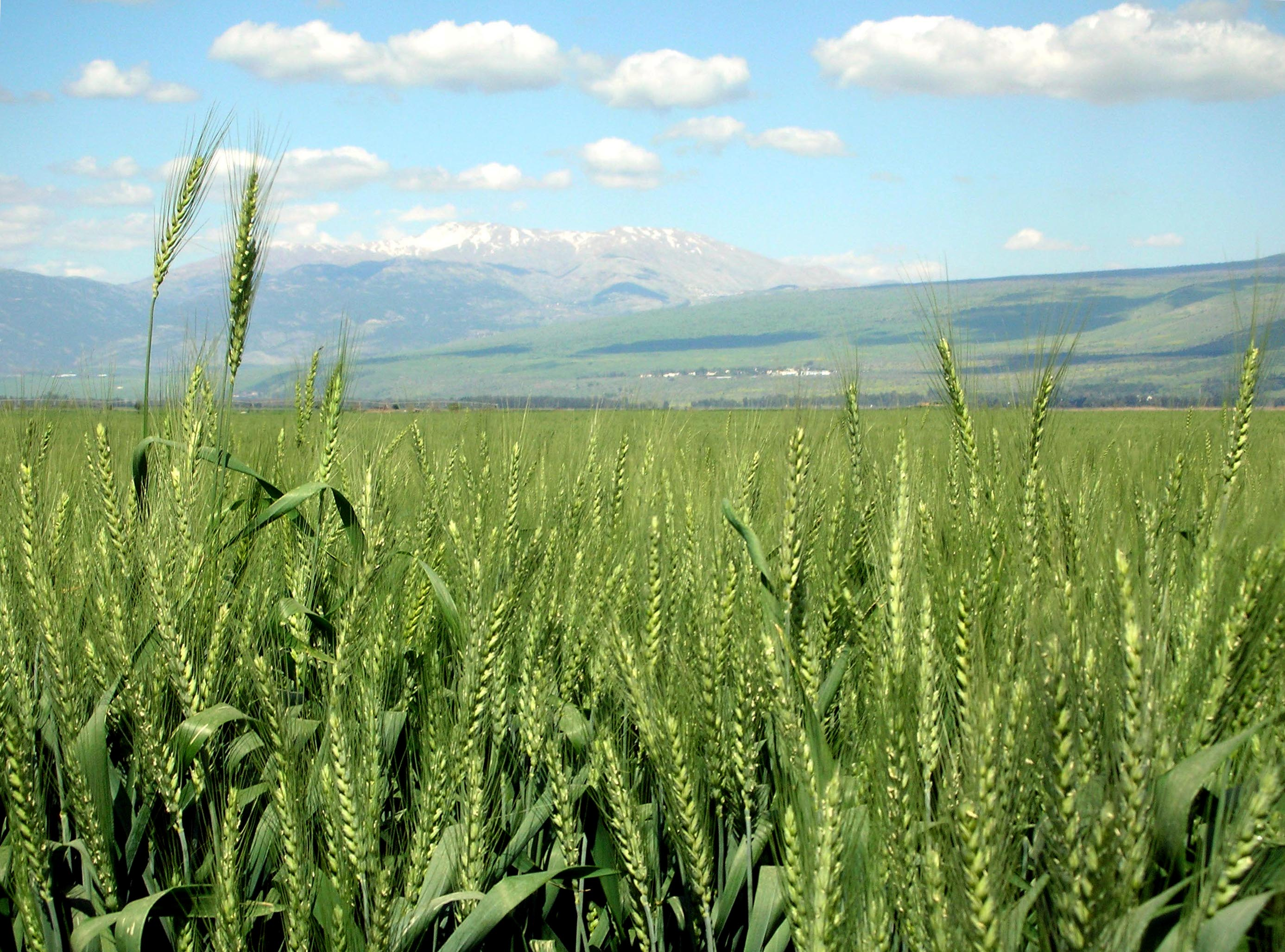
Las nuevas variedades de trigo y otros granos desempeñaron un papel decisivo en la revolución verde.

En 1961, la India estaba en el borde de la hambruna masiva. Borlaug fue invitado al país por M. S. Swaminathan, asesor del ministro indio de Agricultura, S. K. Patil. A pesar de los obstáculos burocráticos que imponían los monopolios de granos de la India, la Fundación Ford y el Gobierno indio colaboraron para importar de semillas de trigo del CIMMYT. El Gobierno seleccionó la región del Punyab para evaluar los nuevos cultivos, por disponer de un suministro de agua confiable y un largo historial de éxito agrícola. De este modo, la India comenzó su propio programa de la revolución verde en la mejora vegetal, el desarrollo del riego, y la financiación de los productos agroquímicos.

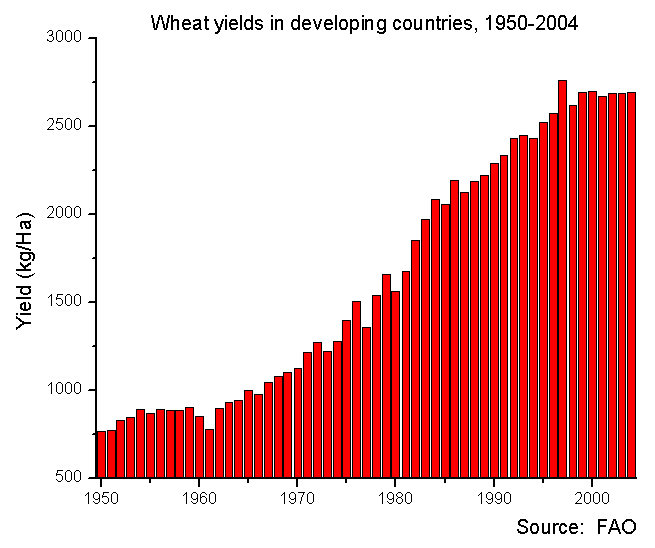
Evolución de la productividad de los cultivos de trigo en países en desarrollo (kilogramos por hectárea) entre 1950 y 2004, según la FAO.

La India pronto adoptó el IR8, una variedad de arroz semienana que había desarrollado el Instituto Internacional de Investigación del Arroz (IRRI por sus siglas en inglés) de Filipinas —donde también se estaba probando la revolución verde—, que podía producir más granos por planta cuando se cultivasen con determinados fertilizantes y riego. En 1968, el agrónomo indio Surajit Kumar De Datta publicó sus conclusiones de que el arroz IR8 había producido cerca de cinco toneladas por hectárea sin fertilizante, y casi diez toneladas por hectárea en condiciones óptimas. Esta fue diez veces el rendimiento de arroz tradicional. El IR8 fue un éxito en toda Asia; apodado el «milagro del arroz», también se desarrolló en la IR36 semienana.
En la década de 1960, los rendimientos del arroz en la India fueron de cerca de dos toneladas por hectárea; a mediados de la década de 1990, se había elevado a seis toneladas por hectárea. En la década de 1970, el costo del arroz era alrededor de 550 USD por tonelada; en 2001, costaba menos de 200 USD por tonelada. La India se convirtió en uno de los productores de arroz del mundo con más éxito, y ahora es un importante exportador de arroz, enviando casi 4,5 millones de toneladas en 2006.
En México la producción de trigo pasó de un rendimiento de 750 kg por hectárea en 1950, a 3200 kg en la misma superficie en 1970. Entre los años 1940 a 1984, la producción de grano mundial aumentó en un 250 %. En conclusión, los resultados en cuanto a aumento de la productividad fueron espectaculares.
En la actualidad, Gurdev Sing Khush lucha por una «revolución aún más verde» que enfrente la falta de alimentos de este milenio. Para ello, el próximo objetivo es producir más arroz con menos requerimientos de tierra, de riego, sin insecticidas ni herbicidas químicos. Este investigador afirma que, para alcanzar la meta de los 840 millones de toneladas, habría que revisar el sistema de producción, invertir más en riego y capacitar a los agricultores para el empleo de las nuevas tecnologías. Sostiene que los estudios sobre el cultivo del arroz van a orientarse en mayor medida hacia una agricultura ecológica. En los próximos treinta a cincuenta años, venidero habría que disponer también de variedades capaces de soportar temperaturas más elevadas, causadas por el calentamiento del planeta.[cita requerida]

## Críticas
Los aspectos negativos no tardaron en aparecer: problemas de almacenaje desconocidos y perjudiciales, excesivo costo de semillas y tecnología complementaria, la dependencia tecnológica, el excesivo costo que conlleva la mano de obra, la mejor adaptación de los cultivos tradicionales eliminados o la aparición de nuevas plagas. 
Por esto, la revolución verde fue muy criticada desde diversos puntos de vista, desde el ecológico al económico, pasando por el cultural e incluso nutricional.

### Agricultura orgánica
A consecuencia de esto, se crearon movimientos que luchan por la disminución del uso de agroquímicos. La Federación Internacional de Movimientos de Agricultura Orgánica explica su fundamento de la siguiente manera: «[…] todos los sistemas agrícolas que promueven la producción sana y segura de alimentos y fibras textiles desde el punto de vista ambiental, social y económico. Donde parten de la fertilidad del suelo como base para una buena producción, respetando las exigencias y el medio ambiente en todos sus aspectos. La agricultura orgánica reduce considerablemente las necesidades de aportes externos al no utilizar abonos, sustancias químicas, ni plaguicidas u otros productos de síntesis. En su lugar permite que sean las poderosas leyes de la naturaleza las que incrementen tanto los rendimientos como la resistencia de los cultivos».
En general, la agricultura industrial se apoya en estos grandes pilares: 
- la maquinaria agrícola y de transporte de alimentos,
- los agroquímicos (pesticidas y abonos de síntesis), para producir varias cosechas a lo largo del año (de ahí que se denomine agricultura intensiva),
- la biotecnología y
- los sistemas de riego (junto con la intensidad, que ocasiona la extracción de la fertilidad, la extracción y agotamiento del agua, ha ocasionado que se la denomine también como agroextractivismo).

De los cuatro, los dos primeros están relacionados directamente con la producción de petróleo. Así pues, de la misma manera que la agricultura industrial ha sido un factor importante para la transición demográfica, un posible agotamiento del petróleo podría suponer futuras hambrunas, crisis alimentarias y un aumento drástico en la mortandad a nivel mundial.

### Respuesta de Norman Borlaug

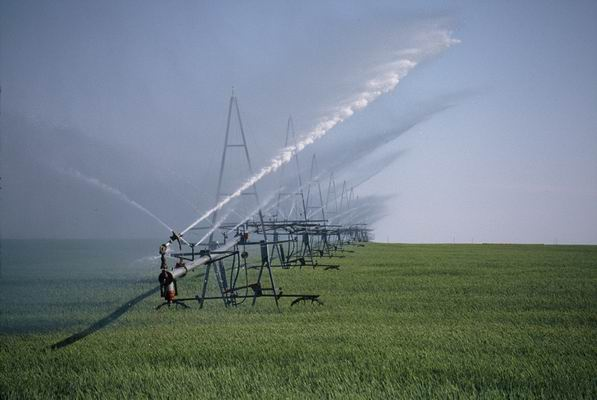
El mayor uso del riego juega un papel importante en la revolución verde.

Borlaug desestimó las pretensiones de algunos de los críticos de la revolución verde, pero consideró otras preocupaciones y dijo que su trabajo había sido:

un cambio en la dirección correcta, pero no ha transformado el mundo en una utopía.

De los grupos de presión ambiental, dijo:

algunos de los grupos de presión ambiental de las naciones occidentales son la sal de la tierra, pero muchos de ellos son elitistas. Nunca han experimentado la sensación física de hambre. Ellos hacen su trabajo de cabildeo desde cómodas suites de oficina en Washington o Bruselas […]. Si vivieran solo un mes en medio de la miseria del mundo en desarrollo, como he hecho por cincuenta años, estarían clamando por tractores y fertilizantes y canales de riego y se indignarían que elitistas de moda desde sus casas les estén tratando de negar estas cosas.

El mismo Bourlaug consideró la creación de transgénicos como una extensión natural de su propio trabajo en la revolución verde que debe ser continuada, y que la oposición a los transgénicos viene del mismo tipo de activismo ambiental —anticientífico, desde su punto de vista— que cuestiona los logros de la revolución verde:

Lo dicen porque tienen la panza llena. La oposición ecologista a los transgénicos es elitista y conservadora. Las críticas vienen, como siempre, de los sectores más privilegiados: los que viven en la comodidad de las sociedades occidentales, los que no han conocido de cerca las hambrunas.